# Declan Donnellan
Declan Michael Martin Donnellan es un director de cine/teatro y autor británico, que se ha desempeñado como realizador de óperas y ballets con una variedad de compañías alrededor de todo el mundo.

## Biografía
Declan Michael Martin Donnellan nació el 4 de agosto de 1953 en Mánchester. Fue educado en St. Benedict's School, Ealing and Queens 'College, Cambridge, donde aprendió inglés y derecho. Después de dejar Cambridge, fue llamado al Colegio de Abogados de Middle Temple en 1978. 
Fundó Cheek by Jowl con Nick Ormerod en 1981.  Desde 2006, la compañía ha sido parte del Programa Internacional de Teatro de Barbican (BITE) dando como resultado coproducciones de The Changeling (2006), Cymbeline (2007) y Troilus y Cressida (2008). Ha dirigido obras de teatro en la Royal Shakespeare Company, la English National Opera, el Old Vic y el Bolshoi Ballet, entre otras.
Por el año 2000 formó una compañía de actores en Moscú, cuyas producciones incluyen Boris Godunov, Twelfth Night y Three Sisters. Escribió una obra, Lady Betty, que fue interpretada por su compañía Cheek por Jowl en 1989. También ha adaptado Don't Fool with Love de Alfred de Musset, Antigone de Sophocles, The Mandate de Nikolai Erdman y Masquerade de Mikhail Lermontov. Escribió el libro The Actor and the Target, publicado por primera vez en ruso en 2001, en inglés en 2002 (reimpreso en 2005) y desde entonces ha aparecido en 15 idiomas, incluidos francés, español, italiano, alemán, rumano y mandarín.
- Galardonado con el VIII Premio Corral de Comedias 2008 del Festival de Teatro Clásico de Almagro compartido con el escenógrafo Nick Ormerod[1]

### The Actor and the Target
"El actor y la diana" (en español) es un libro, fruto de la experiencia de Declan Donellan como director y profesor de actores, que se ha convertido en un texto imprescindible para profesionales y estudiantes de interpretación. En el libro, el autor hace referencia de la falta de una diana precisa, lo que conduce al actor al bloqueo, para lo cual, le brinda una serie de reflexiones, ejemplos y ejercicios como herramientas para resolverlos. 

“Actuar es un misterio, como también lo es el teatro”
Donnellan, El actor y la diana, 2007, p13

Actuar es inherente a nosotros, es genético desde que nacemos y comenzamos a jugar con nuestra madre hasta nuestro último suspiro en nuestra vida. Esta idea principal es la base del libro, en la que el actor es, para luego actuar a partir de lo que está existiendo.
Donnellan da cuenta de que el problema por el que atraviesan muchos de los actores sigue siendo el mismo, y este es el bloqueo, que se puede identificar por dos síntomas: uno interno y otro externo, la parálisis. El objetivo principal es darle herramientas al actor para salir de ese estado.
El flujo principal del actor son los sentidos que captan la información usando el cuerpo como antena para llegar finalmente a la mente, en pocas palabras para su propio uso, la imaginación. Cuando dicen imágenes, busca imágenes así comienza el trabajo en la cabeza, buscando esas imágenes que recuerdan a una situación, aunque parece ser que todo es mucho más fácil que eso: sólo hay que ponerse en la piel del personaje y ver con sus ojos.

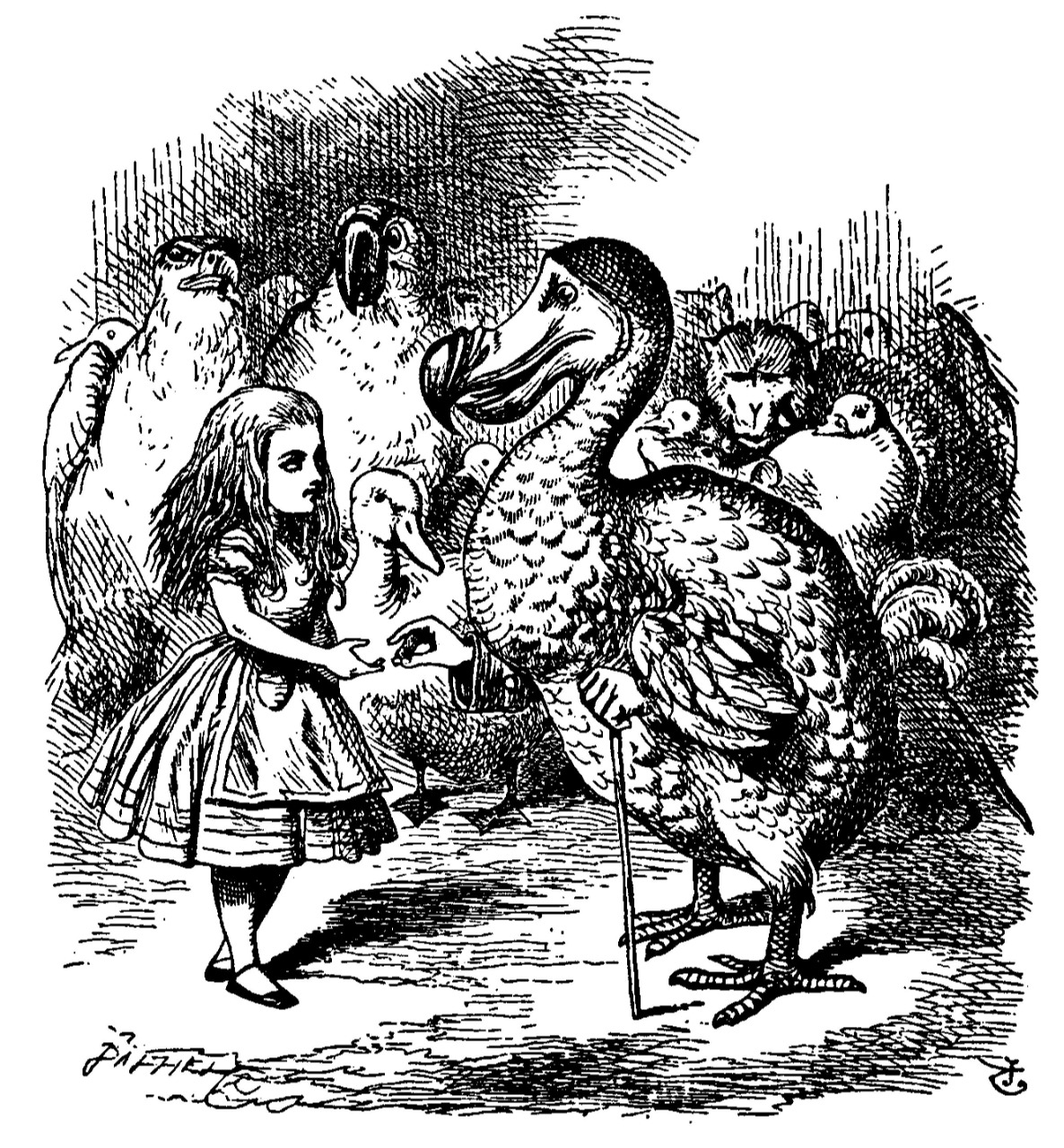
Personaje de Alicia, en el país de las maravillas

El trabajo del actor se puede dividir en dos partes ensayo y representación, así como la mente puede dividirse en consciente e inconsciente. El ensayo y el inconsciente tienen ciertas cosas en común. Ambos permanecen normalmente invisibles, pero ambos son esenciales.
El autor divide el trabajo del actor en visibles: el hecho de ver la puesta de escena y representación en la función; e invisible, el hecho de que haya un trabajo arduo y largo de ensayos y error que el espectador no ve, ni debe llegar a ver.
Donnellan menciona ocho características, las cuales llama las ocho patas de araña para identificar cuando un actor está bloqueado y están conectadas para su resolución, esas conexiones son llamadas dianas. Esas dianas vienen a la mente y los ojos, como si estuvieran delante de nosotros, las observan y las persiguen. Es importante tener siempre presente ese incesante movimiento.

### Las patas de la araña
Para resolver estos factores universales de todo actor bloqueado se debe ver el patrón de todas las patas de araña. Las cuales, empiezan con la palabra No sé. 

No sé lo que estoy haciendo, no sé lo que quiero, no sé quién soy, no sé donde estoy, no sé cómo debo moverme, no sé lo que siento, no sé lo que estoy diciendo, no sé lo que estoy interpretando.
Donnellan, El actor y la diana, 2007, p20

La atención del actor está en el yo y en el saber y peor aún la palabra se manifiesta como una queja y derecho mío, el que debe saber que pasa conmigo y hemos ignorado por completo que nuestra atención, en la vida diaria y real, está reposando en lo que vemos, las personas, el espacio, pensamientos, etc. 

### La Diana
Es el universo en el que nos movemos, es el espacio-tiempo que nos condiciona, que condiciona las acciones y moviliza la energía hacia donde tenga que ir, y esta es la fuerza actoral más verdadera que se pueda encontrar, ya que es así como funciona en la vida real.
La diana, se maneja con seis reglas para poder funcionar: 
- Siempre hay una diana ya que en todo momento de la actuación se debe estar guiado por la diana, solo así el espectador podrá ver a alguien dejándose guiar por una acción que mantenga la esencia verdadera y coherente de la actuación. Nunca se puede dejar de prestarle atención a una diana, ya que sino el bloqueo vendrá, tan rápido como la abandones.

- La diana siempre existe afuera y a una distancia mensurable nos relata que siempre se encuentra en el mundo exterior, y puede ser un pensamiento, pero ese pensamiento llega del mundo externo y fue allí donde se creó, por lo que no puede estar encerrada en nosotros, porque nos perdemos del mundo que nos rodea y nos ensimismados bloqueándonos en el acto.

- La diana existe antes de que la necesitemos responde al hecho de que siempre ha estado ahí ya que el universo estuvo antes de que los humanos estuvieran en este planeta, y al venir nosotros nos unimos al mundo y viceversa.

- La diana siempre es específica siempre hemos dicho que lo general es enemigo del teatro, pero es específica por naturaleza, de acuerdo a las circunstancias que nos dan, es imposible que en la vida real no seas específico porque estás en un mundo donde simplemente “estás”, esto sucede, porque cuando no eres específico en la actuación, te bloqueas porque no cumples con esta regla universal de la vida.

- La diana se transforma constantemente y nosotros vemos transformar dianas en la vida real todo el tiempo, ya que todo va cambiando en nuestra vida y es por eso que esta regla es tan básica como el pasar del tiempo.

- La diana siempre es activa además de que se transforma, también está haciendo algo conmigo, me está cambiando constantemente y soy quien elijo, que diana veo, según las circunstancias en la que me encuentro.

En el libro lo llama algo, ya que la atención debe de estar enfocada en estos puntos de atención, de los cuales les brinda el mundo del espacio-tiempo.
Otro aspecto importante es no preguntar, nunca, por qué se hace algo, ya que da respuestas simples que no ayudarían en la representación. En vez de esto se debería preguntar para qué se hace algo. Esta pregunta vendrá acompañada de una nueva diana y esta se irá modificando y transformando con cada respuesta, ya que no se la puede cambiar, es la diana la que se transforma sola. Es más, es la diana la que cambia a los personajes, la que los atrae con su fuerza.
También propone que se formule la siguiente pregunta  

¿Qué es lo que la diana me obliga a hacer?
Donellan, El Actor y la Diana, 2007, p.32

Es más recomendable para el actor pensar que lo que estoy haciendo es porque la diana me obliga a hacerlo. Otro dato muy importante es la concentración, siempre se pide que se concentren, pero eso hace que se encierren en ellos mismos y se pierda la atención de lo que pasa a su alrededor. Pero, la conexión con el personaje y los de la escena, o con la obra en la que se está trabajando, la atención, está directamente relacionada con la diana y es a ella a la que los personajes deben aferrarse.

### El miedo
Por otro lado, está el gran enemigo: el miedo. Se teme a fracasar, pues porque se piensa en el futuro, o en cometer los mismos errores. Para combatirlo, lo mejor se debe pensar en el «ahora» y confiar en la atención. 

Romeo y Julieta

El personaje no tiene miedo, son quienes interpretan al personaje, y el intentar siempre ver desde fuera, aunque resulte ser algo imposible. Se juzgan de una forma muy cruel y eso hace que los paralicen o intenten buscar un mejor camino, que acaba peor aún, y todo se termina convirtiendo en un bucle. Donnellan toma una de las reconocida obra de William Shakespeare: Romeo y Julieta, por lo que la produjo juntos a los actores Irina y Sergei en toda la obra, para poder explicar la resolución con ayuda actoral, y el personaje desde un punto de vista. Por otro lado, está el tema de buscar en el interior de cada uno. Ya que las dianas no se encuentran dentro de nosotros, debe de haber distancia, entre la distancia y la persona, para así poder visualizarla. Tampoco la inventó, pues esa diana ya existe, solo se tiene que verla. El autor nos dice que el personaje que se interpreta no tiene nada que ver con nosotros, por lo que debe haber una distancia entre el personaje y el actor. Resulta ser muy interesante pensar en las apuestas, pues a menudo pueden ser reveladoras, al igual que el ser humano, los personajes siempre tienen algo que ganar y algo que perder cuando hacen una acción o dicen algo. Cuando se hace o se dice algo, se intenta que sea para mejorar la situación. Por eso es interesante responder siempre en positivo y en negativo, pero desde los ojos del personaje.
Esto también sirve cuando no se sabe quiénes somos. A menudo esta pregunta atormenta y bloquea y, entonces Donnellan propone de nuevo usar el opuesto: quienes no queremos llegar a ser. Por supuesto, se debe olvidar que se llegará a ser el personaje que se interprete. El actor presta su cuerpo al personaje para darle vida, pero no se puede castigarlo por no llegar a ser ese personaje. Por mucho que se quiera, el mundo interno es totalmente distinto al del personaje y no se lo puede cambiar, aunque sí se puede olvidar por unos momentos. Solo se puede hacer lo que el personaje hace y ver lo que el personaje ve.
El trabajo invisible es muy útil para ponerse en los ojos del personaje. Se debe mirar a nosotros mismos (como personajes) y buscar qué es lo que nos gustaría que fuera distinto en nosotros. Podemos también intentar ver el mundo imaginario que tiene nuestro personaje pues todos lo poseemos, aunque no hablemos de él. Donnellan propone algunos ejercicios para que todo esto se interiorice en el personaje, cómo es interpretar con un propósito extremo dado o interpretar el opuesto del personaje buscando en la literatura, el cine, etc. Esto hará que se creen nuevas dianas y que ese trabajo invisible impregne al personaje.
También se analiza la identidad del personaje, la manera en que se ven a ellos mismos. Pero por mucho que se visualicen de una u otra forma, lo que los define realmente son las acciones pues como dice el refrán “por sus acciones los conoceréis”. Pero todos esconden un anti-nosotros que temen que salga a la luz y esto también hay que tomarlo en cuenta pues forma parte de la identidad del personaje. Los personajes se componen de lo que son, pero también de lo que no son.
La máscara es otro aspecto del que los actores suelen olvidarse. Los personajes llevan ropas, maquillajes, etc. El actor no suele llevar en su vida cotidiana pero que a la hora de interpretar será de gran utilidad. Solo utilizando los zapatos del personaje el actor comenzará a moverse como tal, pero tiene que intentar no cotidianizarlo y solo usarlo cuando interprete a ese personaje.
Los actores siempre buscan racionalidad en las interpretaciones sin pensar que, en la vida misma, se hacen cosas que no tienen coherencia pero que no se cuestionan el por qué. Cada ser humano es un mundo, no se puede conocerlos a todos ni siquiera conocerse a uno mismo completamente. Otro aspecto importante es conocer el espacio en el que el personaje se mueve. Este espacio pone obstáculos al personaje y hace que actúe de una u otra manera (no en términos de interpretación sino de acción). Esto es de gran ayuda también para el apartado de «no sé cómo debería moverme». Al mirar el espacio a través de los ojos del personaje los movimientos tomarán mucho más sentido pues la escenografía desde los ojos del actor no tiene nada que ver con la del personaje. Se debe recordar que siempre que el personaje se mueva, debe de haber una justificación para ello y esto siempre será una reacción a otra cosa. Es bueno imaginar que es el espacio el que nos incita o nos impide hacer algo.
Se debe intentar no dirigir los movimientos, pues aquí vuelve a ser el intelecto el que se pone en funcionamiento y este es un falso amigo del actor.
Algo que casi todos están hartos de ver es a actores intentado expresar emociones. Esto resulta totalmente falso a la vista del espectador pues al igual que ocurre siempre, las emociones se expresan a través del cuerpo. A veces puede resultar hasta ridículo ver como un actor se sale de su personaje porque está intentando llorar o sentirse muy alegre. Por lo que siempre surge la misma cuestión: el actor trabaja en un teatro, puede que los de la primera fila le vean el rostro, pero no los de la última. Si se limitan a expresar únicamente con la cara y no con el cuerpo a aquellos espectadores que están en la última fila y que han venido a ver lo mismo que los de la primera se perderán más de la mitad de la obra (sobre todo si es realista) porque los cuerpos no expresan nada.
En general no se debe intentar fingir las emociones (a no ser que el director así lo quiera), y querer tener todo bajo control porque se creará un caos dentro del actor que impedirá salir al personaje. Si se intenta hacerlo todo magníficamente bien, seguramente se conseguirá todo lo contrario, pues se estará centrado en cosas que no tienen importancia y se olvidará ver a través de nuestro personaje. Directamente nos olvidaremos de él y saldremos a interpretarnos a nosotros mismos.
Donnellan trabaja con otros autores, de que para él lo más importante son las acciones y no tanto el mundo psicológico, ya que estas mismas acciones serán las que lo creen. La acción es vital para el ser humano pues como dice Donnellan, si no se mueven los personajes o los actores, es que estamos muertos.